# Consensus Tigurinus

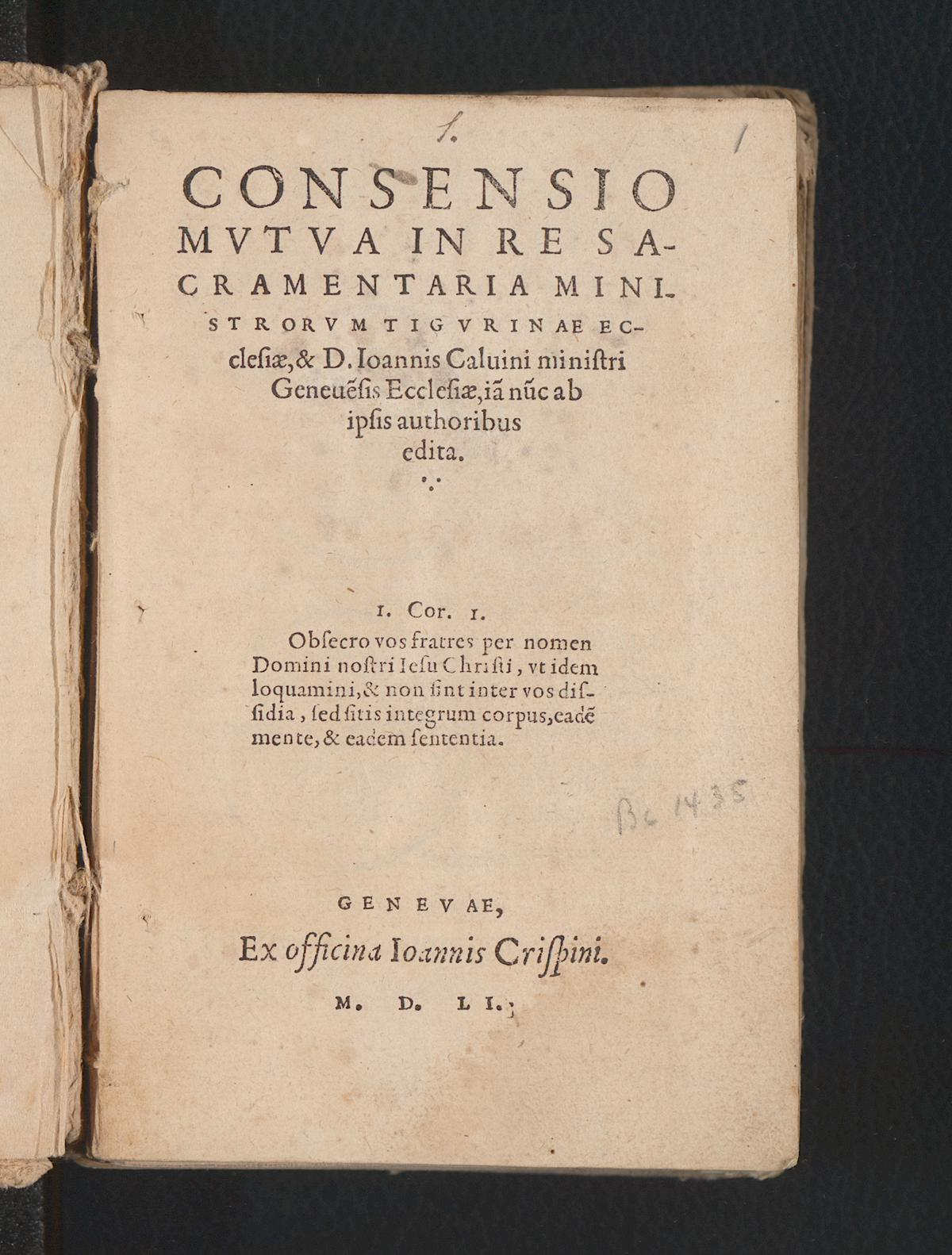
Consensus Tigurinus, Genfer Erstdruck von 1551

Als Consensus Tigurinus (wörtlich: „Zürcher Übereinkunft“) wird die von Heinrich Bullinger und Johannes Calvin 1549 geschlossene Einigung über das Abendmahl bezeichnet, durch die es zur Annäherung der zwinglianischen und der calvinistischen Reformation in der Schweiz und somit zu einem einheitlichen schweizerischen Reformiertentum kam. Vereinfacht gesagt, stammte der Text größtenteils von Calvin, die theologischen Schlüsselbegriffe dagegen von Bullinger.

## Name
Der Begriff Consensus Tigurinus wurde wahrscheinlich von Georg Benedikt Winer 1824 geprägt und erlangte durch seine Übernahme in die Sammlung reformierter Bekenntnisschriften von Hermann Agathon Niemeyer (1840) allgemeine Bekanntheit. Der zeitgenössische Name des Textes war consensio mutua in re sacramentaria („gegenseitige Übereinkunft in der Sakramentenfrage“, so im Erstdruck 1551), oder Einhelligkeit bzw. Accord, so die Titel der ersten deutschen und französischen Übersetzungen.

## Historischer Hintergrund

### Kirchenpolitischer und politischer Kontext
Hintergrund für den Consensus Tigurinus waren kirchenpolitische Veränderungen in der Stadt Bern. Hier hatte bisher ein Abendmahlsverständnis dominiert, das an Martin Bucer orientiert war und damit auch Martin Luther relativ näher stand als die auf Huldrych Zwingli zurückgehende Zürcher Abendmahlslehre. Aber 1546 trat der Zwinglianer Jodocus Kirchmeier die Nachfolge des verstorbenen Erasmus Ritter an. Simon Sulzer, der von Bucer geprägt war und die Wittenberger Konkordie befürwortete, verließ Bern 1548 und ging nach Basel. Pierre Viret, Pfarrer in Lausanne, musste sich daraufhin in Bern wegen des Vorwurfs verantworten, er vertrete eine von Zwingli abweichende Abendmahlslehre. Auch Calvins Theologie war damit aus Berner Sicht kritikwürdig, aber man vermied die direkte Konfrontation. Bei einer Berner Synode im März 1549 wurde Calvin ausgeladen. Er übersandte sein schriftlich formuliertes Abendmahlsverständnis (Confessio gebennensis Ecclesia Ministrorum de Sacramentis: der gleiche Text, den er später als Grundlage für die Gespräche mit Bullinger mit nach Zürich nahm), aber dieser wurde auf der Synode in Bern nicht einmal besprochen.
Wenn Calvin nach Partnern suchte, fiel Bern also aus, und Basel orientierte sich nach Straßburg. Da war ein Konsens mit Zürich vielversprechender.
Außerdem schien zwischenzeitlich eine Allianz zwischen Frankreich und der Eidgenossenschaft möglich. Heinrich II. war an Schweizer Söldnern interessiert, die ihm die katholischen Kantone auch zur Verfügung stellten, während die reformierten Kantone sich weigerten und damit ein wichtiges Anliegen Zwinglis weiterführten. In Genf hingegen sah man eine Vereinbarung mit Heinrich II. als wünschenswert, weil sie zur Duldung der Protestanten in Frankreich führen könne.

### Bullingers Position

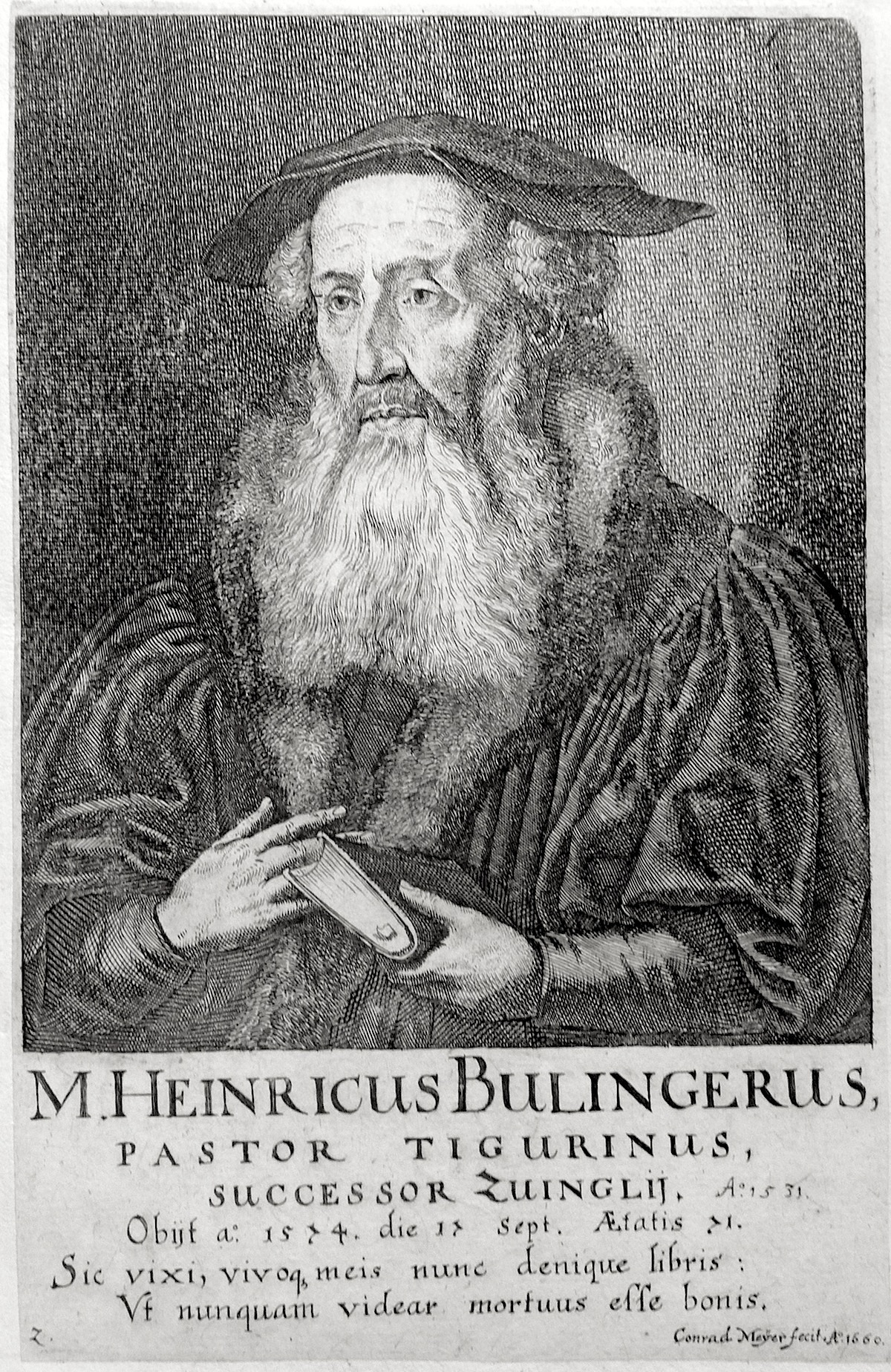
Heinrich Bullinger

Bullinger formulierte in den 1530er Jahren die Zürcher Abendmahlslehre zunächst im engen Anschluss an Zwingli, was aber nicht überdecken sollte, dass es sich um ein eigenständiges Abendmahlsverständnis im Rahmen von Bullingers Föderaltheologie handelt. Kennzeichnend ist, wie Bullinger Pessachmahl und Abendmahl als Zeichenhandlungen deutet, die den Bund Gottes mit den Menschen anschaulich machen. Ende 1545 verfasste Bullinger eine private Ausarbeitung seines Abendmahlsverständnisses (Absoluta de Christi Domini et catholicae Ecclesiae Sacramentis tractatio). Hier finden sich die Positionen, mit denen Bullinger in den Austausch mit Calvin hineinging, der zum Consensus Tigurinus führte.

### Calvins Position

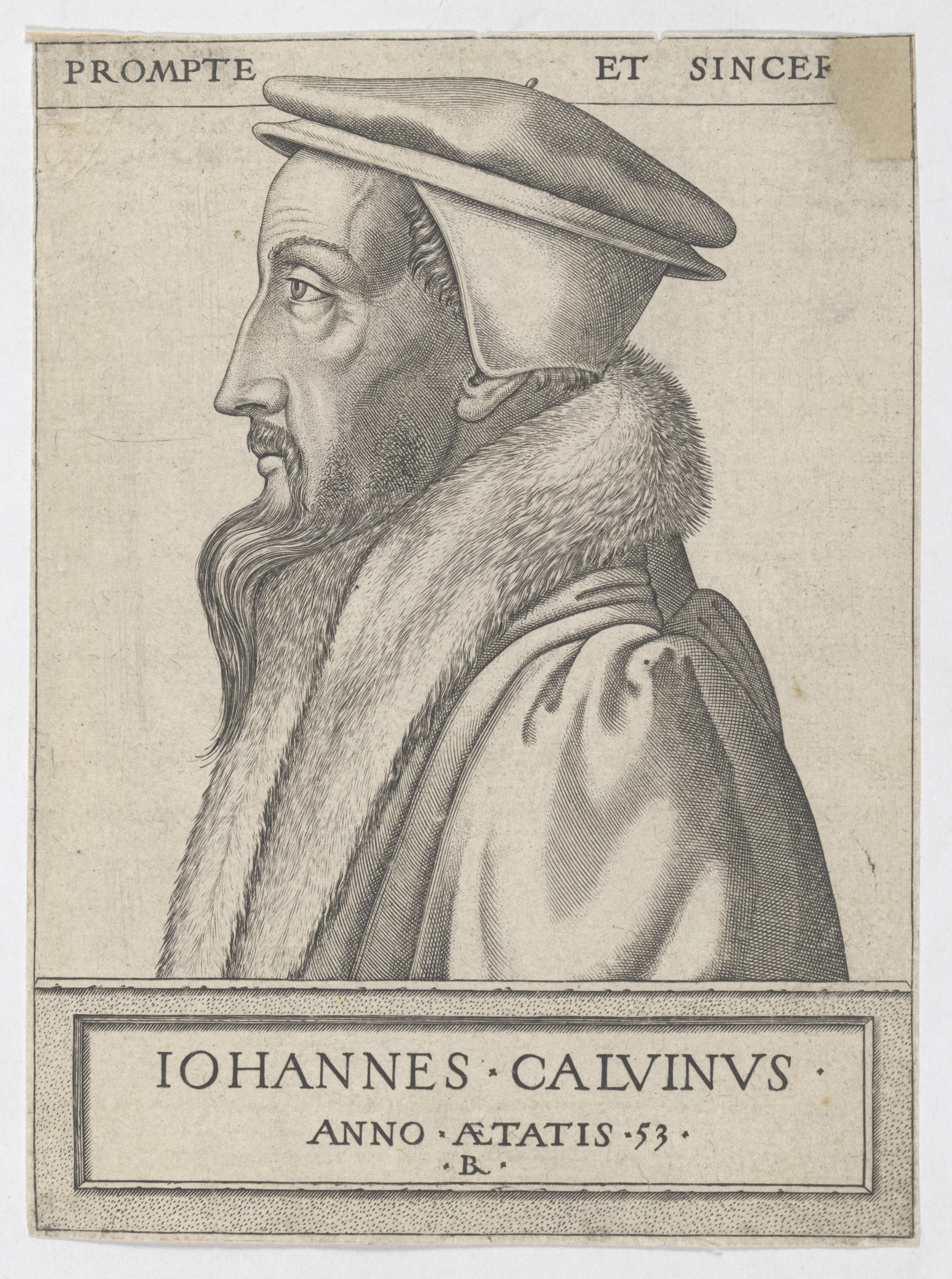
Johannes Calvin

Calvins Sakramentsverständnis durchlief im Lauf seines Wirkens verschiedene Phasen, weil Calvin konsensfähige Formulierungen suchte, nachdem die Fronten zwischen den Wittenbergern („Realismus“) und den Zürchern („Symbolismus“) verhärtet waren:
1. Orientierung an Zwingli (1536/37): Deux discours au colloque de Lausanne, Erstfassung der Institutio Christianae Religionis, Erster Genfer Katechismus;
2. Orientierung an Luther (1537–1548): Confessio de eucharistia, zweite Fassung der Institutio (1539), Traité Cène (1541), Kommentar zum 1. Korintherbrief;
3. Spiritualisierende Phase (1549–1560) in den Streitschriften gegen den Gnesiolutheraner Joachim Westphal; die Endfassung der Institutio (1559) zeigt die Ergebnisse und Frustrationen dieser langwierigen Auseinandersetzungen;
4. Orientierung an Luther (1561/62): Optima ineundae concordiae ratio, si extra contentionem quaereatur veritas und Confession de foi pour presenter a l’empereur.

Calvins Mitwirken am Consensus Tigurinus ist demnach dem Ende der zweiten Phase zuzuordnen und getragen von dem Optimismus, dass eine Verständigung mit der Wittenberger Reformation möglich sei und dass die Gespräche mit Zürich einen Beitrag hierzu leisten könnten. Aus den Schriften dieser zweiten Phase (siehe oben) lässt sich die Position entnehmen, mit der Calvin in die Gespräche mit Zwingli ging: „Im Unterschied zu Zwingli lässt Calvin … den umstrittenen Begriff »Substanz« nicht fallen, sondern bestimmt ihn gegenüber Luther neu. Nicht darum geht es, ob Fleisch und Blut »substantialiter« in Brot und Wein sind oder nicht, sondern darum, dass uns im Abendmahl die Substanz des Fleisches und Blutes Christi nährt, also Christus selbst.“ (Emidio Campi)

### Zweijähriger brieflicher Austausch
Calvin war bereits 1547 zu politischen Gesprächen in Zürich gewesen und hatte dort mit dem Antistes Bullinger einen zweijährigen, vor allem brieflich geführten Austausch über Abendmahlsfragen begonnen. Das beiderseitige Bemühen, die Ausdrucksweise des Briefpartners verstehend nachzuvollziehen, prägt den Briefwechsel. Denn die Unterschiede waren anfangs beträchtlich. So schrieb Calvin, Bullinger leugne, dass mit dem Brot der Leib Christi dargereicht werde, ihm selbst sei aber genau das wichtig. Der Symbolismus Zwinglis reiche ihm nicht: „So stellt das Brot nicht nur dar, dass der Leib Christi einmal für mich geopfert worden sei, sondern er wird mir auch heute noch zur Speise geboten, von der ich lebe. Wirklich religiös müssen wir die Worte verstehen: Nehmet, esset!“ 
Beide Reformatoren fanden darin eine gemeinsame Basis, dass sie die Gegenwart Christi im Abendmahl pneumatologisch (d. h. als ein vom Heiligen Geist gewirktes Geschehen) interpretierten. In einem nächsten Schritt wurden geeignete Begriffe für Brot und Wein ausgehandelt:
- Werkzeuge (instrumenta) der Gnade Gottes: Calvins Begriff, auf den er Bullinger zuliebe verzichtete.
- Werkzeug (organum): Bullinger akzeptierte diesen Begriff als Zugeständnis an Calvin.[13]
- Substanz: Calvin gab nun diesen für ihn wichtigen Begriff auf und konnte das offenbar, weil er sein Hauptanliegen, die vom Heiligen Geist bewirkte, im Glauben empfangene Gemeinschaft mit Christus im Abendmahl auch ohne diesen Begriff gewahrt sah.[14]
- Siegel: sowohl Calvin als auch Bullinger verwendeten diesen Begriff; er hatte nun aber rein metaphorische Bedeutung (das wirkliche Siegel sei der Heilige Geist).

Calvin verzichtete schließlich auch darauf, die Abendmahlsfeier und das Wirken Gottes als gleichzeitiges Geschehen zu bezeichnen (simul); es geschehe vielmehr in gleicher Weise (similiter).

## Der Konsens
Im Mai 1549 reiste Calvin mit Wilhelm Farel nach Zürich. Calvin wünschte, dass auch Zürcher Ratsmitglieder an der Besprechung teilnahmen und diese damit einen mehr offiziellen Charakter erhielt. Er brachte einen Textentwurf (Confessio gebennensis Ecclesia Ministrorum de Sacramentis) mit, außerdem ein diplomatisches Dokument. Der Genfer Rat hatte ihn nämlich beauftragt, die Möglichkeit einer Allianz beider Städte mit dem französischen König Heinrich II. zu sondieren. Eine gemeinsame Abendmahlslehre würde das politische Gewicht der Reformierten verstärken und damit die bedrängte Situation der Reformierten in Frankreich verbessern, so die Hoffnung.
Calvin äußerte später, er habe sich mit Bullinger schnell einig werden können. Sein mitgebrachter Textentwurf ging weitgehend (17 von 20 Artikeln) in den Text des Consensus Tigurinus ein, teilweise wörtlich. Der Text stand im Sommer 1549 fest und umfasste 26 Artikel. Theologisch interessant ist, wie der Consensus die Sakramentenlehre christologisch und ekklesiologisch in einen größeren Zusammenhang stellt. Nach einer christologischen Einleitung (Artikel 1–6) wird die gemeinsame Abendmahlslehre positiv entfaltet (Artikel 7–20). Im Schlussteil (Artikel 21–26) werden die Anschauungen von Katholiken und Lutheranern verworfen: in den Artikeln 21, 24 und 26 die „päpstlichen Irrlehren“ (Transsubstantiation, Realpräsenz und eucharistische Anbetung) und in den Artikeln 24 und 25 die lutherischen Lehren der Konsubstantiation und der Allgegenwart.
Bullinger vermied den Eindruck eines Alleingangs von Genf und Zürich, indem er die Drucklegung hinauszögerte, bis möglichst viele reformierte Kirchen dem Konsens beigetreten waren: Schaffhausen, Sankt Gallen und die Drei Bünde traten sofort bei. Bern (mit der Waadt) verweigerte die Unterschrift, da man sich übergangen fühlte. (Aus Berner Sicht war es Calvins 1549 bei der Berner Synode eingereichter und seinerzeit nicht akzeptabler Abendmahlstext, der ihnen nun in etwas veränderter Form erneut präsentiert wurde.) Basel stimmte nur bedingt zu, Neuenburg nachträglich.
Der lateinische Text wurde im Sommer 1551 in Zürich und in Genf gedruckt, zeitgleich mit einer deutschen Übersetzung (in Zürich) und einer französischen Übersetzung (in Genf).

## Wirkungen

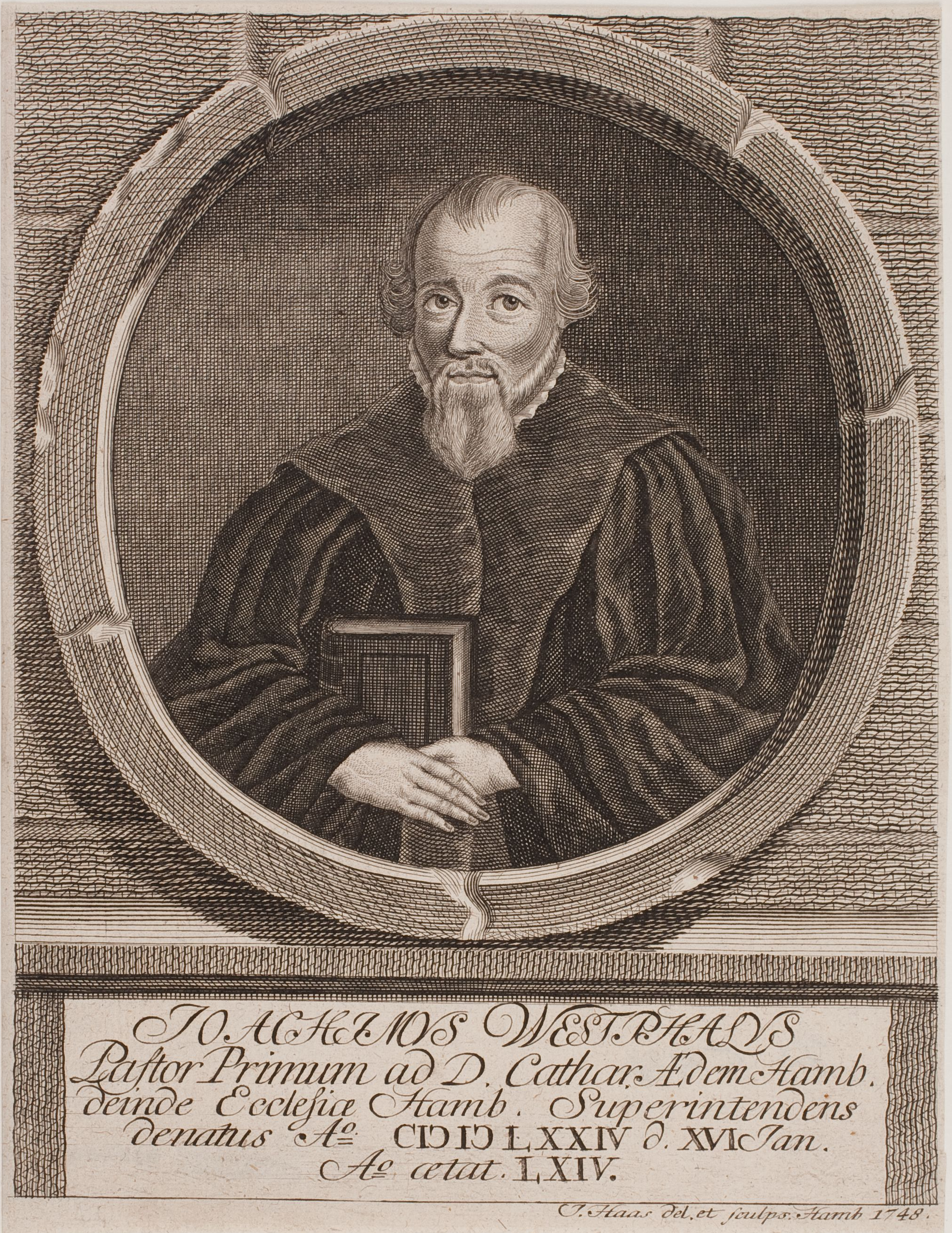
Joachim Westphal

Der Consensus Tigurinus wurde außerhalb der Schweiz von den Hugenotten, Johannes a Lasco, Martin Bucer, Jan van Utenhove, Peter Martyr Vermigli, Celio Secondo Curione und Philipp Melanchthon positiv bewertet. Calvin vermutete optimistisch, dass der Consensus Tigurinus eine neue Basis für Gespräche mit dem Luthertum ergeben könnte. Dieses war durch das Machtvakuum nach Luthers Tod und die militärische Niederlage im Schmalkaldischen Krieg stark in die Defensive geraten (Augsburger Interim).
Am Consensus Tigurinus entzündete sich aber stattdessen der Widerspruch des Hamburger Gnesiolutheraners Joachim Westphal. Das Schweizer Konsensdokument wurde in Hamburg gleichzeitig mit Nachrichten über die erfolgreiche Verbreitung des Calvinismus in Frankreich, den Niederlanden und England bekannt. Westphal hielt es deshalb nötig, vor den „Leugnern Christi im Abendmahl“ geradezu zu warnen (Farrago confusanearum et inter se dissidentium opinionum de coena Domini, ex Sacramentariorum libris congesta, gedruckt 1552 im geächteten Magdeburg, das dem Interim Widerstand leistete). Er wies einerseits auf Uneinigkeiten unter den reformierten Theologen hin, andererseits hielt er eine mögliche Einebnung der Differenzen zwischen lutherischer und reformierter Abendmahlslehre für eine Gefahr. Calvin wartete ab und besprach sich zunächst mit Bullinger, bevor er 1555 antwortete (Defensio sanae et orthodoxae doctrinae de sacramentis). Der nun eskalierende sogenannte Zweite Abendmahlsstreit ist dadurch gekennzeichnet, dass auf Calvins Seite Diskussionsteilnehmer aus mehreren europäischen Staaten beteiligt waren: außer Calvin und Bullinger Johannes a Lasco, Bernardino Ochino, Valériand Poullain, Théodore de Bèze und Theodor Bibliander. Konträr zu Calvins damit verbundenen Hoffnungen, vertiefte der Consensus Tigurinus den Bruch zwischen Reformierten und Lutheranern.